# Sobrarbesiren
Sobrarbesiren is een geslacht van uitgestorven zeekoeien die tijdens het Eoceen langs de kust van westelijk Europa leefde.

## Fossiele vondsten
Fossielen van Sobrarbesiren zijn gevonden bij Castejón de Sobrarbe (Huesca) in Spanje. De vondsten dateren uit het Lutetien, ongeveer 47 tot 45 miljoen geleden. Schedels en delen van het skelet, waaronder wervels, ribben, delen van de schoudergordel en bekkengordel, en delen van de poten zijn gevonden.

## Kenmerken
Sobrarbesiren was een vierpotige zeekoe die nog goed in staat was op het land te lopen. De lichaamslengte wordt geschat op 2,7 meter. Sobrarbesiren had een amfibische leefwijze en bewoond een kustgebied aan de Golf van Biskaje. Het was een overgangsvorm tussen de amfibische zeekoeien uit de familie Prorastomidae en de aquatische zeekoeien uit de familie Protosirenidae.